# Пельш Валдіс Ейженович
Валдіс Ейженович (Євгенович) Пельш (латис. Valdis Pelšs; 5 червня 1967, Рига, СРСР) — радянський та російський телеведучий, пропагандист, телепродюсер, режисер телебачення, актор, музикант латиського походження.
Один із засновників рок-гурту «Нещасний випадок». Директор дитячого і розважального мовлення «Першого каналу» в 2001—2003 роках. Найбільшу популярність здобув як ведучий телепередач «Вгадай мелодію», «Російська рулетка» і «Розіграш».
Внесений до списку Миротворець за порушення державного кордону України та участь у спробах легалізації «анексії» Криму.

## Життєпис
Народився 5 червня 1967 року в Ризі в родині інженерки та економіста. Його батько, Євген (Ейжен) Пельш (1928—2015), колишній журналіст, — латиш за національністю, має латгальскі коріння, приїхав до Риги з Вараклян, а мати Елла Пельша, інженерка — росіянка за національністю, має єврейське коріння, родом з Москви. Але сам Валдіс заявляв, що вважає себе більше латишем (навіть латгальцем), ніж росіянином.
Батьки познайомилися під час будівництва ГЕС у Плавінас, куди інженерка Елла приїхала у складі проєктної групи з Москви, а журналіст Євген Пельш майже рік висвітлював це будівництво.
У Валдіса є старший брат по матері, Олександр — був свого часу телеоператором, а тепер займається в Москві бізнесом, живе також в Москві, і молодша сестра Сабіна (нар. 1980), яка живе у США.
У 1983 році закінчив у Ризі спецшколу з поглибленим вивченням французької мови і в тому ж році вступив на філософський факультет МДУ.
Почавши вчитися в Московському державному університеті імені М. В. Ломоносова, прийшов до молодіжного театру МДУ (зараз — Студентський відкритий студентський театр), де, серед інших, познайомився зі студентом механіко-математичного факультету Олексієм Кортнєвим, з яким вийшов на сцену під ім'ям «Дует „Нещасний випадок“». За короткий час склад «Нещасний випадок» збільшився до чотирьох осіб, ставши повноцінним музичним гуртом. Тож, Валдіс Пельш — один із засновників та учасник (1983—1997) гурту «Нещасний випадок».
Валдіс Пельш продовжував виступати в молодіжному театрі МДУ до 1995 року. Він — учасник музичних спектаклів «Міжсезоння», «Сад ідіотів», «Кабаре „Сині ночі ЧК“», «Кабаре 03» та кількох інших постановок театру.
Закінчивши МДУ, один рік відпрацював молодшим науковим співробітником Інституту історії природознавства і техніки АН СРСР.
У 1987 році він прийшов на телебачення гравцем команди КВН Московського державного університету. Потім працював режисером «Оба-на!», зробив два випуски, розробив концепцію серії програм під назвою «Дебіліада», реабілітаційна передача для слабких людей. Після першого випуску програму зняли «за знущання і спотворення вигляду Першого каналу». Потім брав участь у підготовці передач: «І всі», «Пілот», але вони не потрапили до ефіру.
З грудня 1993 по березень 1994 року були створені чотири випуски програми «Кабаре „Сині ночі ЧК“» за мотивами однойменного спектаклю театру МДУ. Пробував стати продюсером, але не вийшло, потім Владислав Лістьєв запропонував йому стати ведучим передачі «Вгадай мелодію», і він погодився.
Після загибелі керівника Дирекції дитячого і розважального мовлення ОРТ Сергія Супонєва в грудні 2001 року, керівництво телекомпанії призначило Пельша на його посаду. З 2001 по 2003 рік при його керівництві з'являються такі передачі, як «Російська рулетка», «Народ проти», «Дог-шоу» та інші. Після його звільнення з посади, також у 2003 році, після чотирирічної перерви повертається «Вгадай мелодію».
З 1996 по 1999 рік і 2005 року — ведучий (разом з Олексієм Кортнєвим) церемоній «Золотий Грамофон».
Як автор, продюсер та ведучий Валдіс Пельш займається документалістикою. У 2015 році в ефірі «Першого каналу» вийшов чотирисерійний документальний фільм — «Люди, які зробили Землю круглою». Фільм присвячений головному тріумфу радянської авіації 1930-х років — наддальнім трансполярним перельотам, які здійснили екіпажі Героїв Радянського Союзу Валерія Чкалова та Михайла Громова. Фільм отримав срібну нагороду на фестивалі «Corporate Media & TV Awards 2015» в Каннах, номінація — «Історія і цивілізація»[уточнити].
У січні 2016 року відбулася прем'єра документального фільму про Московський державний університет імені М. В. Ломоносова «найрозумніший у світі хмарочос».
Бере участь у журі Вищої ліги КВН.

## Політичні погляди
У 2007—2008 роках Валдіс Пельш — член вищої ради політичної партії «Громадянська сила». Згодом негативно оцінював свій політичний досвід, називаючи його помилкою.
У 2016 році в одному з радіоінтерв'ю виступив на підтримку політики Путіна по Криму.

## Особисте життя
- Перша дружина (офіційно 1988—2005) — юристка Ольга Ігорівна Пельше, донька заступника міністра МВС Росії.
  - донька Ейжена Пельше (нар. 1992)[23].
- Друга дружина Світлана Пельше (до шлюбу Акімова) (офіційно з 19 грудня 2006) — відкрила в 2010 році агентство з добору домашнього персоналу, господиня агентства «МажорДом»: дизайн одягу для прислуги[6][24][25][26][27].
  - донька Ілва Пельше[27][28].
  - син Ейнер (нар. 2009)[27].
  - син Івар (нар. 8 грудня 2014)[29].

## Родина
- Батько Евгенійс (Євген) Пельш (1928—2015) жив у Ризі, був журналістом, ведучим Латвійського радіо[30].
- Мати Валдіса, Елла живе в Ізраїлі, батьки розлучилися.
  - Старший єдиноутробний брат Олександр (від першого шлюбу матері) був телеоператором, а тепер займається шоу-бізнесом в Москві[31].
  - Молодша сестра Сабіна (нар. 1980) живе в Сан-Хосе (США), одружена, чоловік Томар[6][31].

## Телебачення

### Ведучий

#### Ведучий «Вгадай мелодію»
- 3 квітня 1995 — 1 липня 1999 — ведучий «Вгадай мелодію» на ОРТ.
- 20 листопада 1999 — 12 серпня 2000 — ведучий «Угадайки» на ОРТ.
- 27 жовтня 2003 — 1 липня 2005 — «Вгадай мелодію 2» на «Першому каналі». Ведучий.
- з 2 січня 2013 року — «Вгадай мелодію 3» на «Першому каналі». Ведучий, керівник програми.

#### Інші передачі
- 1990—1992 — співтор та актор програми «Оба-на!».
- 1993 — «Дебилиада», співавтор та ведучий.
- 1993—1994 — «Кабаре Синие ночи ЧК», ведучий, автор.
- 1994 — «Год Собаки», ведучий.
- 1996 — «И всё» на РТР, ведучий[32].
- 1996 — «Эх, дороги» на РТР, ведучий декількох випусків (разом з Максимом Леонідовим)[33].
- 1996—1999, 2005 — ведучий церемоній «Золотой граммофон» (разом з Олексієм Кортнєвим).
- Березень 1997 — ведучий концерту «Сюрприз для Аллы», що відбувся напередодні дня народження Алли Борисівни Пугачової.
- 1997—1998 — ведучий «Эти забавные животные» на ОРТ.
- 31 грудня 1999 — 1 січня 2018 (з перевами) — ведучий та виконавець пісень у «Новогодней ночи на ОРТ/Первом канале».
- 12 травня 2001 — «Євробачення-2001» на ОРТ. Ведучий студії після прямої трансляції.
- 2. квітня 2002 — 6 серпня 2004 року (з перервами) — ведучий «Російської рулетки» на «Першому каналі»[34].
- 6 жовтня 2002 — 29 червня 2003 — «Властелин вкуса» на «Первом канале». Ведучий[35].
- 27 та 30 грудня 2002 — ведучий новорічних випусків капітал-шоу «Поле чудес»[36].
- 20 вересня 2003 — 29 квітня 2012 (з перервами) — «Розыгрыш» на «Первом канале». Ведучий (з Тетяною Арно)[37].
- 18 січня 2004 — «Міккі та Мінні в Москві» («Перший канал»). Ведучий документального фільму.
- 2004 — «Стирка на миллион» («Перший канал»). Ведучий одного випуску.
- 1 квітня 2006 — «Comedy Club» (ТНТ). Ведучий одного выпуску.
- З 6 по 27 вересня 2008 — «Первая эскадрилья» на «Первом канале». Ведучий[38].
- з 27 вересня 2009 по 27 червня 2010 — «Одни дома» на СТС. Ведучий.
- листопад — грудень 2009 — розигрышна лотерея «Миллионы Эльдорадо» на «Первом канале». Ведучий.
- з 23 квітня по липень 2011 — «Экстрасенсы против учёных» на ТВ-3. Ведучий.
- 2011 — «Хочу знать» на «Первом канале». Ведущий нескольких сюжетов.
- з 6 лютого по травень 2012 — «НТВ утром» на НТВ. Ведучий[39].
- 2013 — фестиваль «Open Place» в Резекне (Латвія). Ведучий.
- з 7 квітня по 8 травня 2014 — «Остров Крым» («Первый канал»). Один з ведучих[40].
- 2015 — «Люди, сделавшие Землю круглой»[41] Автор, ведучий.
- з 3 жовтня по 7 листопада 2015 — «Вместе с дельфинами» («Первый канал»). Ведучий[42].
- 2016 — «Самый умный в мире небоскрёб»[43]. Автор, ведучий.
- 2016 — «Путешествие к центру Земли» («Первый канал»). Автор, ведучий.
- 2017 — «Николай II. Последняя воля императора» («Первый канал»). Ведучий.
- 2017 — «Берлин 41-го. Долетали сильнейшие»[44]. Автор, ведучий.
- 2017 — «Ген высоты, или Как пройти на Эверест»[45]. Ведучий, учасник експедиції.
- 2017 — «Полярное братство»[46]. Автор, ведучий.

### Інші появи
- 21 листопада 1987 — гравець КВН у складі команди МГУ (разом з Олексієм Кортневим). Перша поява на телеекрані.
- 1988—1989 роки — поява в музичних виступах і кліпах групи «Нещасний випадок» у рамках програми «Погляд»
- 29 грудня 1995, 1 квітня 2004 — учасник / гість капітал-шоу «Поле чудес».
- 1996 — учасник програми «МузОбоз» на ОРТ.
- 30 жовтня 1996 — учасник телегри «Колесо історії» на ОРТ.
- 31 березня 1997 — гість програми «Час пік» на ОРТ.
- 2 квітня 1997 — гість програми «Кафе Обломов» на РТР.
- 18 лютого 2003 — «Принцип доміно» на НТВ. Тема: «Моє життя — телевізор».
- 2 січня 2005 — «Слабка ланка» на «Першому каналі». Переможець гри.
- 1 квітня 2005, 29 листопада 2008 — «Що? Де? Коли?» на «Першому каналі». Учасник команди ведучих телеканалу, пізніше капітан команди МТС .
- 15 жовтня і 9 грудня 2006 — «Слава Богу, ти прийшов!» на СТС. Учасник.
- 14 квітня 2007 — «Ігри розуму» на СТС . Член команди.
- 2007, 2011, 2014—2016 — «Здоров'я» на «Першому каналі». Гість програми (сім разів).
- 2007 — «Король ринга» на «Першому каналі». Учасник шоу[47].
- 2008, 2009, 2011, 2013 — «Хвилина слави» на «Першому каналі». Член журі (сім разів).
- 20 грудня 2008 — «Найрозумніший колекціонер» на СТС. Учасник.
- 14 березня 2009 — «Прожекторперісхілтон» на «Першому каналі». Гість програми.
- 16 серпня 2009 — «Рубік Всемогутній» на «Першому каналі». Гість програми.
- 2009 2011, 2013—2017 — «Хто хоче стати мільйонером?». Учасник (сім разів).
- 2011, 2013 — «Велика різниця» на «Першому каналі». Гість 44 і 71 випусків.
- 18 червня 2011 року — «Сто питань до дорослого» на каналі «ТВ Центр». Герой програми.
- 2011 — «Здивуй мене» на ТВ-3 . Член журі.
- 9 жовтня 2011 — «Yesterday Live» на «Першому каналі». Гість програми.
- 2012 — «Без вежі» на СТС . Член журі (два рази).
- 2012 — «Дві зірки». Учасник.
- 16 травня 2012 — «Вечірній Ургант» на «Першому каналі». Гість програми.
- 28 вересня 2012 — «Надбання республіки» на «Першому каналі». Виконавець пісні.
- 30 вересня 2012 — «Настя» на «Першому каналі». Гість 1 випуску.
- 2013 — «Один в один!» (1 сезон) на «Першому каналі». Член журі (шість разів).
- 2013 — «Креативний клас» на СТС . Член журі.
- 7 червня 2014 року — «Максимальне наближення» на каналі «Москва 24». Герой програми.
- 6 квітня 2015 — «Нехай говорять». Герой програми.
- 27 вересня 2015 — «Наодинці з усіма». Герой програми.
- 19 червня 2016 (зйомки 3 грудня 2015) — «Сто до одного» на каналі «Росія-1». Член команди «РГО».
- 10 грудня 2016 — «Як все починалося» на «Дощі». Герой програми.
- 3 лютого 2017 — «Зірка на „Зірці“». Герой програми.
- 2018 — «Жити здорово!». Гість програми (два рази).

Неодноразово судив ігри Вищої ліги КВН, будучи членом журі. Часто веде концерти на «Першому каналі». Найбільше число раз серед усіх гостей брав участь у програмі «Смак».
Часто знімався в рекламних роликах. Серед них — ролики соку «Еліс — завжди на біс!», телевізора «Vestel» та акції «Мільйони Ельдорадо» (в парі з Вадимом Галигіним).

## Музика
- Спільно з Олексієм Кортнєвим є засновником групи «Нещасний випадок» і був активним учасником колективу в 1983—1997 роках. В кінці 1997 року був змушений піти у «творчу відпустку», що не заважає йому іноді виступати з групою.
- Як музикант здобув популярність після успіху пісні «Овочеве танго» в 1996 році.
- У 1998 разом з Олексієм Кортнєвим знявся у музичному фільмі «На жвавому місці».
- У 2003 році взяв участь у записі альбому «Останні дні в раю», приуроченого до 20-річного ювілею групи.
- У 2004 році взяв участь в шоу-програмі «Zircus» як конферансьє, а також заспівав пісню «Овочеве танго».
- У 2006 році взяв участь у «недбалому концерті» «Прості числа», присвяченому виходу однойменного альбому.
- 25 і 26 листопада 2008 року «Нещасний випадок» відіграв два концерти, приурочених до 25-річчя групи. Пельш брав участь у концерті як ведучий, а також виконав свої коронні номери «Овочеве танго» і «Блюз для тих, хто спить зі мною».
- 31 грудня 2008 року Пельш разом з Кортнєвим і Чувелєвим («Нещасний випадок») взяли участь у новорічному концерті на «Першому каналі», заспівавши пародійний хіт «Сніжинка».
- 19 листопада 2010 року Пельш взяв участь у презентації нового альбому групи «Нещасний випадок» — «Тунель в кінці світу». Виконав в альбомі три пісні.
- 30 листопада 2013 року взяв участь у великому ювілейному концерті «Тридцатилогия», присвяченому 30-річчю групи «Нещасний випадок».
- 21 квітня 2014 року взяв участь у презентації альбому «Ганяючись за бізоном», в якому співає майже у всіх піснях.
- 31 жовтня 2017 року взяв участь у концерті «Що ми мали на увазі?», в якому був ведучим, співав у багатьох піснях.

## Нагороди
- 1995 — премія «Овація» в номінації «Краща розважальна програма» («Вгадай мелодію»).
- 1996 — премія «Срібна маслина» (Міжнародний фестиваль телевізійних програм у Чорногорії).
- 1997 — премія «ТЕФІ» в номінації «Ведучий розважальної програми» («Вгадай мелодію»).
- 1997 — професійна премія Союзу журналістів «Знак якості».
- 2005 — премія «ТЕФІ» в номінації «Розважальна програма» («Розіграш»).
- Медаль ордена «За заслуги перед Вітчизною» II ступеня (27 листопада 2006) — за великий внесок у розвиток вітчизняного телерадіомовлення та багаторічну плідну діяльність
- 2015 — почесна грамота Російського географічного товариства за створення документального фільму «Люди, які зробили Землю круглою»[51].

## Дискографія
У складі групи «Нещасний випадок»:
- Троды плудов (1994)
- Mein Lieber Tanz (1995)
- Міжсезоння (1996)
- Останні дні в раю (2003)
- Тунель в кінці світу (2010)
- Ганяючись за бізоном (2013)

## Фільмографія
| Рік  |   | Назва                                            | Роль                                               |
| ---- | - | ------------------------------------------------ | -------------------------------------------------- |
| 1998 | ф | На бойкому місці                                 | Пижиков                                            |
| 1998 | ф | Старі пісні про головне 3                        | донна Роза Д'Альвадорес                            |
| 2000 | ф | Брат 2                                           | камео                                              |
| 2000 | ф | 33 квадратных метра (эпизод «Береги Автомобиля») | камео                                              |
| 2004 | ф | Мяхялля в Москві                                 | міліціонер                                         |
| 2004 | ф | 33 квадратних метри (епізод «Акула пера»)        | камео                                              |
| 2005 | ф | Рублёвка Live                                    | ведущий                                            |
| 2005 | ф | Турецький гамбіт                                 | Данченко                                           |
| 2007 | ф | Попелюшка.ру                                     | камео                                              |
| 2007 | ф | Любовь-морковь                                   | ведучий аукціону                                   |
| 2008 | ф | Снігова людина                                   | Віктор Андрійович Орлов, головний редактор журналу |
| 2011 | ф | Про що говорять чоловіки                         | начальник Саші                                     |
| 2014 | ф | Швидше за кроликів                               | камео                                              |

## Факти
- Серйозно захоплюється дайвінгом (Дайв-майстер Advanced Trimix Diver TDI і IANTD), стрибає з парашутом (учасник рекордів Росії, Європи і світу в класі «Великі формації», чотириразовий рекордсмен Росії, кандидат в майстри спорту з стрибків з парашутом)[52].
- Колекціонує армійські каски часів І та ІІ Світових воєн.
- Колекціонує листівки з видами міст світу в нічний час".
- Має лише російське громадянство.
- Потрапив з програмою «Вгадай мелодію» в книгу рекордів Гіннесса в 1995 році, тоді її одночасно подивилися 132 мільйони чоловік. Також рекордом вважається, що за 40 днів зняли 143 програми поспіль без вихідних.
- Його дочка Ейжена також потрапила в книгу рекордів Гіннеса, як наймолодший дайвер (14,5 років), який здійснював занурення біля берегів Антарктиди. Раніше рекордсмену було 20 років.